# Isabella II. (Spanien)

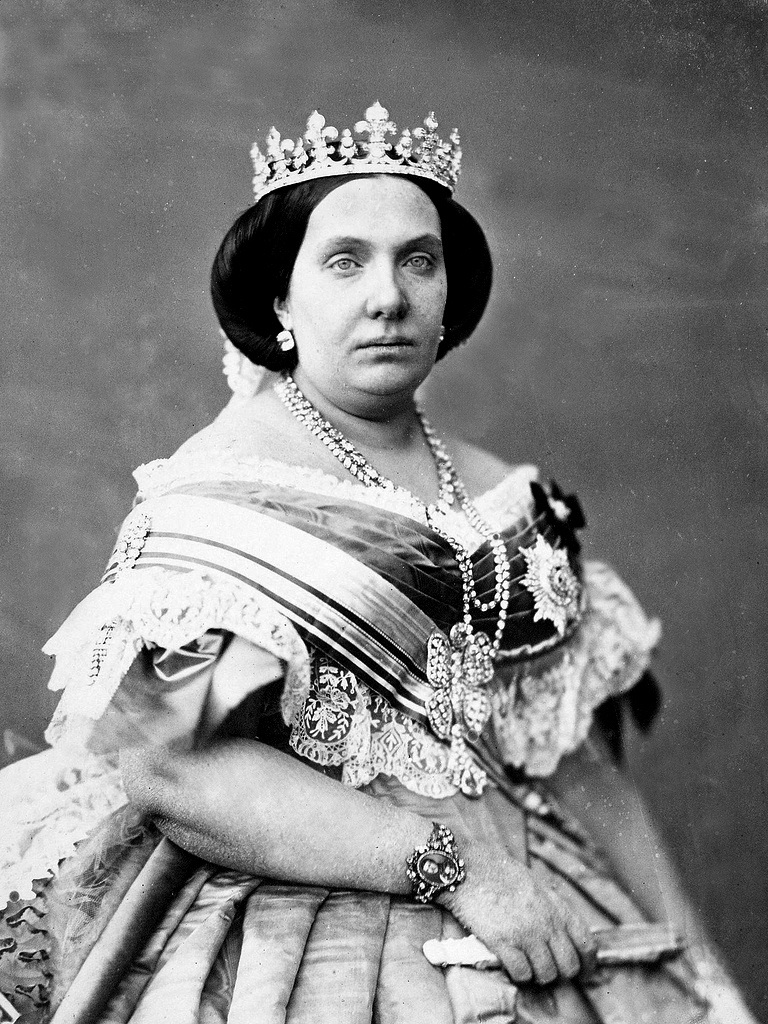
Isabella II. (ca. 1860)

Isabella II. María Luisa, spanisch Isabel de Borbón y Borbón-Dos Sicilias oder Isabel II de España (* 10. Oktober 1830 in Madrid; † 9. April 1904 in Paris), war von 1833 bis 1868 Königin von Spanien. Sie war eine Tochter Ferdinands VII. und folgte ihm nach dessen Tod 1833 aufgrund der von ihm erlassenen Pragmatischen Sanktion auf den Thron.
Die Regentschaft führte zunächst ihre Mutter Maria Christina, die ihrer Tochter durch ihre Verbindung mit den liberalen Parteien gegen den Aufstand von Ferdinands Bruder Don Carlos, der ebenfalls den Königstitel anstrebte, die Herrschaft sicherte. Nachdem Maria Christina 1840 Spanien hatte verlassen müssen, übernahm der General Baldomero Espartero bis 1843 die Regentschaft. Im November 1843 wurde Isabella für majorenn („mündig“) erklärt und im Oktober 1846 gegen ihren Willen mit ihrem Vetter Francisco de Asís verheiratet. Parteikämpfe, häufige Regierungswechsel und Aufstände füllten ihre Regierungszeit aus. Hohe Militärführer hatten einen ungewöhnlich großen Einfluss. So wechselten sich Generäle wie Espartero, Ramón María Narváez und Leopoldo O’Donnell als Ministerpräsidenten ab.
Die Jahrzehnte ihrer Herrschaft, die in der Geschichtswissenschaft als isabellinische Epoche bezeichnet wird, konnte die Königin selbst nicht maßgeblich mitgestalten. Die überkommene Herrschaftsform ging in eine konstitutionelle Monarchie über. Damit einher ging eine „von tiefen Erschütterungen begleitete revolutionäre Umwandlung der alten Rechts-, Wirtschafts- und Gesellschaftsformen in eine Ordnung bürgerlich-liberalen Charakters“. Auf internationaler Ebene war Spanien damals zu einer zweitrangigen Kolonialmacht herabgesunken. Im September 1868 machte eine Erhebung, zu der sich die verschiedensten Parteiführer verbündet hatten, Isabellas Herrschaft ein Ende. Sie flüchtete nach Frankreich und entsagte im Juni 1870 zugunsten ihres Sohns Alfons XII. der Krone. Dieser bestieg Ende 1874 den Thron. Hierauf kehrte Isabella nach Spanien zurück, lebte aber meist in Paris.

## Kindheit und Jugend

### Abstammung; Proklamation zur Thronfolgerin
Isabella war die ältere Tochter von König Ferdinand VII. von Spanien (1784–1833) und dessen vierter Frau Maria Christina von Sizilien. Beide Eltern waren Abkömmlinge des Hauses Bourbon. Die bisherigen drei Ehen Ferdinands VII. hatten keine überlebenden Kinder hervorgebracht. Als Maria Christina 1830 schwanger wurde, regelte der spanische König auf Drängen seiner Gattin seine Nachfolge neu. Er erklärte am 29. März 1830 Teile des Salischen Rechts, das nur eine männliche Thronfolge vorsah, offiziell für ungültig. Zu diesem Zweck ließ er die bereits 1789 von den Cortes beschlossene, aber nicht zu Rechtskraft gelangte Wiederzulassung der weiblichen Erbfolge durch Publizierung einer Pragmatischen Sanktion rechtwirksam werden. Damit überging er seinen von den Absolutisten unterstützten jüngeren Bruder Don Carlos, der bisher als Thronfolger vorgesehen war.
Am 10. Oktober 1830 kam die spätere Königin Isabella II. im Palacio Real von Madrid zur Welt. Sie wurde zur Prinzessin von Asturien und Kronerbin erklärt. Die Stimmung des Hofes bei ihrer Geburt fing der anwesende Historiker Carlos Cambronero mit folgenden Worten ein: „Ein Erbe, wenn auch Weibchen“. Die Anhänger von Don Carlos, die sogenannten Carlisten, sollten Isabella nach dem Tod von Ferdinand VII. 1833 tatsächlich die Anerkennung verweigern. Damit waren die Grundlagen für den sogenannten Ersten Karlistenkrieg, eine innerstaatliche Auseinandersetzung um die Krone, gelegt. 1832 ernannte Königin Maria Christina ihre Vertraute María del Carmen Machín y Ortiz de Zárate, Marquesa de los Remedios, zur Erzieherin und Kammerzofe Isabellas.
Als König Ferdinand VII. im September 1832 in Lebensgefahr schien, erschreckte der konservative Justizminister Francisco Tadeo Calomarde Maria Christina mit dem Hinweis auf die Gefahr eines Bürgerkriegs, falls ihre Tochter den Thron erben würde. Sie überredete den schwer kranken König, das Salische Gesetz wiederherzustellen. Ihre Schwester Luisa Carlota kritisierte Maria Christinas Furchtsamkeit und konnte sie umstimmen, sich wieder massiv für Isabellas Erbfolge einzusetzen. Am 31. Dezember 1832 annullierte der genesene König öffentlich sein Dekret, mit dem er die Pragmatische Sanktion außer Kraft gesetzt hatte. Ein Amnestie-Erlass, Zusammenarbeit mit den Liberalen und Einsetzung von Vertrauensleuten in hohe Militär- und Verwaltungsämter sollten Maria Christina Rückhalt gegen die Carlisten verschaffen. Die nach Madrid berufenen Cortes huldigten der Infantin Isabella am 20. Juni 1833 feierlich als Thronerbin.

### Ausrufung zur Königin; Regentschaft Maria Christinas

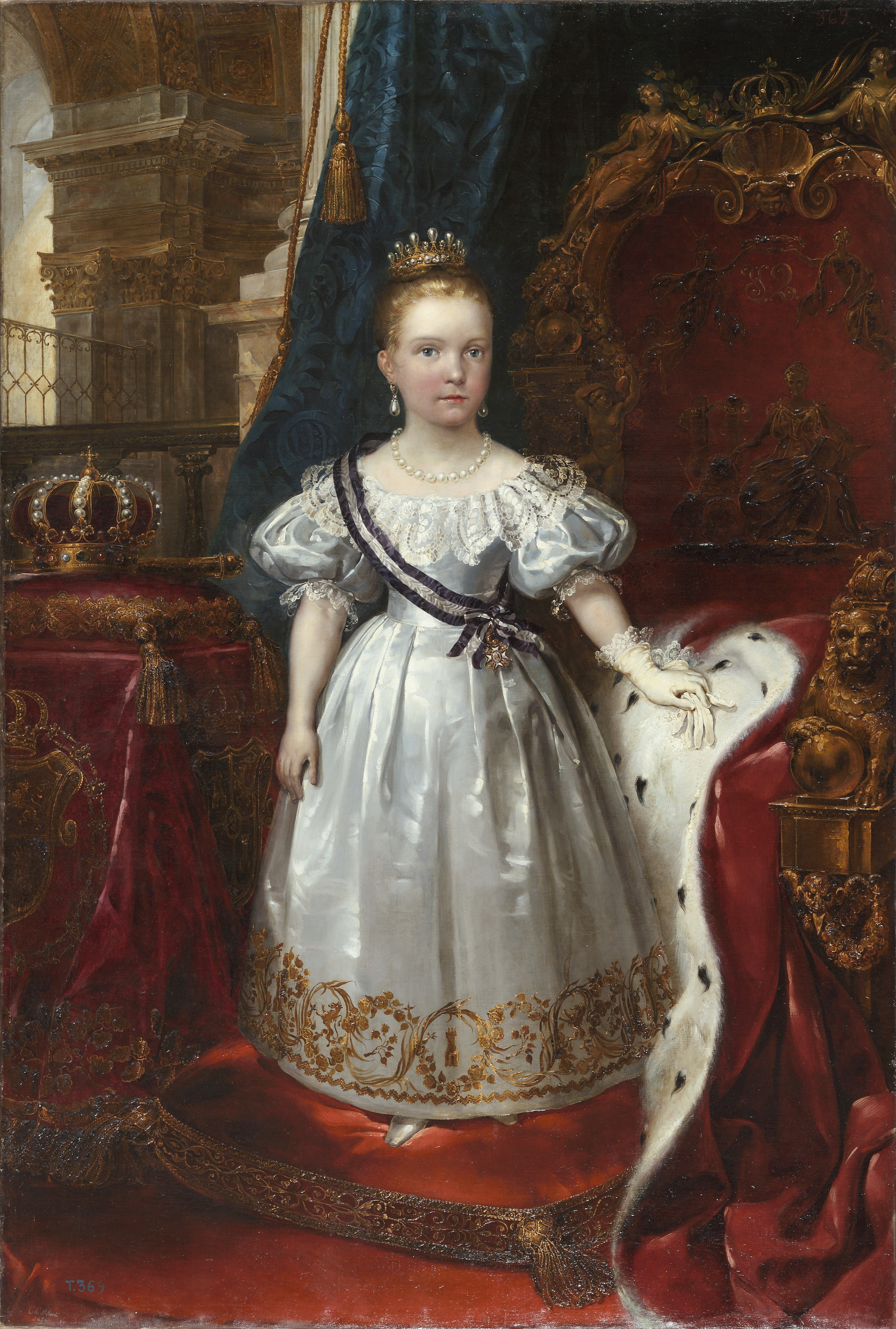
Isabella II. als Kind

Die knapp dreijährige Isabella folgte daher ihrem Vater nach dessen Tod (29. September 1833) auf den Thron. Am folgenden 24. Oktober erlebte sie auf dem Arm ihrer Mutter in Madrid die Feierlichkeiten anlässlich ihrer Ausrufung zur Königin. Vormund und Regentin wurde ihre Mutter. Frankreich und Großbritannien erkannten Isabellas Thronfolge an. Dagegen stellten sich Russland, Preußen, Österreich, Papst Gregor XVI. und die bourbonischen Staaten Italiens auf die Seite von Don Carlos, der seine Herrschaft in Spanien als absoluter Monarch und eine Stärkung des Katholizismus anstrebte. Die Königinmutter Maria Christina sicherte aber über ihre Verbindung mit den liberalen Parteien und ihr gewogenen hochrangigen Militärführern ihrer Tochter den Thron. Am 28. Dezember 1833 bekam Isabella einen Stiefvater, als ihre Mutter den Unteroffizier Agustín Fernando Muñoz y Sánchez in geheim gehaltener zweiter, morganatischer Ehe heiratete. Don Carlos hatte unterdessen den Ersten Carlistenkrieg (1833–40) entfacht und fand besonders im Baskenland und in Navarra Unterstützung. Nicht nur von dieser Seite sah sich Maria Christina bedroht; sie war auch zu bedeutenden Zugeständnissen an die gemäßigten Rechtsliberalen (Moderados) genötigt, um deren Unterstützung zu erhalten. Spanien wurde auf den Weg in eine konstitutionelle Monarchie geführt, und die Regentin erließ im April 1834 eine neue, die Rechte der Krone allerdings noch relativ wenig einschränkende Verfassung (Estatuto Real). Gegen die ausländische Unterstützung des Thronprätendenten Don Carlos schloss sie im gleichen Monat mit Frankreich, Großbritannien und Portugal eine Quadrupelallianz.
Maria Christina ließ es an einer angemessenen Erziehung Isabellas fehlen. Die späteren Erzieher der kleinen Königin meinten, sie sei wenig an geistigen Dingen interessiert, träge und zerstreut. Auch wurde ihr Launenhaftigkeit attestiert. Ein britischer Beobachter beschrieb sie als beleibtes, frühreifes Mädchen mit vollen Wangen und einer Stupsnase; sie sei unwissend, aber schlau und habe einen fröhlichen und freimütigen Charakter. Sie litt an Ichthyose und musste daher öfters Kuren in Seebädern machen. An Unterrichtsgegenständen interessierte sich Isabella fast nur für Gesangs- und Klavierstunden. Auch hatte sie eine schöne Singstimme. Ferner begeisterte sie sich für Hunde und Pferde.
Der linksliberale Partido Progresista („fortschrittliche Partei“) gewann an Einfluss und konnte im Oktober 1835 mit Juan Álvarez Mendizábal vorübergehend den Ministerpräsidenten stellen. Die Partei trat für die Volkssouveränität und ein weniger elitäres Wahlrecht ein. Im August 1836 zwang ein gegen das Lustschloss La Granja ziehendes meuterndes Regiment Maria Christina, die liberalere Verfassung von 1812 anzunehmen. Auf eine im gemäßigteren Sinn abgeänderte Konstitution schwor die Regentin im Juni 1837 den Eid. Im August 1837 wehrte der erfolgreiche Feldherr Baldomero Espartero einen Vorstoß von Don Carlos gegen Madrid ab und nötigte diesen zum Rückzug. Danach führten wieder mehrere von den Moderados geleitete Kabinette in Zusammenarbeit mit Maria Christina bis Juli 1840 die Regierung. Um den innerspanischen Konflikt beizulegen, zog die Regentin auch die Verheiratung ihrer siebenjährigen Tochter Isabella mit dem 19-jährigen Infanten Carlos Luis de Borbón, dem älteren Sohn von Don Carlos, in Betracht. Es verlautete, Don Carlos sei sogar zur Abdankung bereit, wenn jene Heirat zustande käme. Indessen scheiterte dieser geplante Ausgleich an der Unbeständigkeit des Don Carlos, an der Furcht der Unterstützer der Regentin (Christinos), dass im Fall einer Übereinkunft ein reaktionäres Regime drohe, und an der Forderung, dass die Fueros in den nördlichen Provinzen abgeschafft werden müssten. Zunehmende Erfolge der Christinos, insbesondere Esparteros, und Zerwürfnisse im Lager des Prätendenten führten am 31. August 1839 zur Verständigung Esparteros mit dem führenden karlistischen General Rafael Maroto, der sich mit Don Carlos zerstritten hatte. So war der Krieg im Wesentlichen zugunsten Maria Christinas und Isabellas entschieden; Don Carlos floh nach Frankreich, letzter karlistischer Widerstand wurde 1840 gebrochen.

### Regentschaft Esparteros; Erziehung Isabellas
Nun geriet Maria Christina in Konflikt mit Espartero, der zum mächtigsten Militär Spaniens aufgestiegen war, als sie im Juli 1840 ein die Progresistas stark benachteiligendes Gemeindegesetz der Moderados unterschrieb. Er weigerte sich, mit Heereseinheiten gegen die Progresistas vorzugehen und bewirkte auch durch weitgehende Forderungen, zu denen u. a. die Rücknahme des Gemeindegesetzes gehörte, dass die Regentin im Oktober 1840 mit ihrem zweiten Gatten Muñoz und ihren gemeinsamen Kindern ins Exil nach Frankreich ging. Die zehn Jahre alte Königin Isabella und ihre jüngere Schwester Luisa Fernanda blieben unter der Aufsicht von Espartero, der die Regentschaft übernahm, in Spanien zurück. Die drei Jahre währende Abwesenheit ihrer Mutter beeinflusste maßgeblich die Persönlichkeitsentwicklung und Erziehung Isabellas. Diese Zeit war die einzige ihres Lebens, in der sie nicht von sehr konservativem höfischem Personal umgeben war.
Als namhafte Erzieher Isabellas bestellten die Progresistas den Dichter Manuel José Quintana, den rhetorisch begabten Liberalen und Präsidenten der Cortes Agustín Argüelles und die Witwe des liberalen Generals Francisco Espoz y Mina. Argüelles wurde auch Vormund Isabellas. Diese neu ernannten Lehrer konstatierten die oben erwähnten Erziehungsmängel der jungen Königin. Isabella absolvierte jeden Morgen einen Messbesuch, nahm stets ausgedehnte Mahlzeiten ein und machte öfters Spazierfahrten. Hingegen fand sie wenig Zeit für den Unterricht, bei dem ihre Musikbegeisterung hervorstach. Auch im Erwachsenenalter sang sie gern bei Hofkonzerten und besuchte häufig die Oper und das Theater.
Von Paris aus protestierte Maria Christina im Juli 1841 gegen die Ernennung Argüelles’ zum Vormund ihrer Tochter. Ihre Anhänger versuchten in Spanien eine revolutionäre Bewegung gegen Espartero einzuleiten, um diesen zu vertreiben und Maria Christina zur erneuten Regentschaft zu verhelfen. Am gefährlichsten wurde hierbei der im Oktober 1841 in Madrid ausbrechende Aufstand der äußeren Garde unter dem General Diego de León. Dieser beabsichtigte die Entführung Isabellas und deren Übergabe an eine für Maria Christinas Rückkehr kämpfende Junta. Als die junge Königin und ihre Schwester Luisa gerade Musikunterricht erhielten, drangen die Verschwörer in das Madrider Königsschloss ein, wurden aber von Truppen Esparteros zurückgeschlagen. General León geriet in Gefangenschaft und wurde erschossen.
Washington Irving, von 1842 bis 1846 US-amerikanische Botschafter in Spanien, sah Isabella an ihrem 14. Geburtstag bei einem Diplomatenempfang. Er hielt sie für attraktiv und fand an ihrem jugendlichen Charme Gefallen, meinte aber, dass das starre Staatszeremoniell sie zu stark einenge. Indessen hielt sie sich nicht strikt an höfische Konventionen, duzte ihre Vertrauten und verwendete eine volkstümliche Ausdrucksweise. Im Endeffekt erhielt die junge Königin trotz ihrer Übergabe in die Hände prominenter Erzieher keine wesentlich verbesserte Ausbildung.

## Regierungszeit

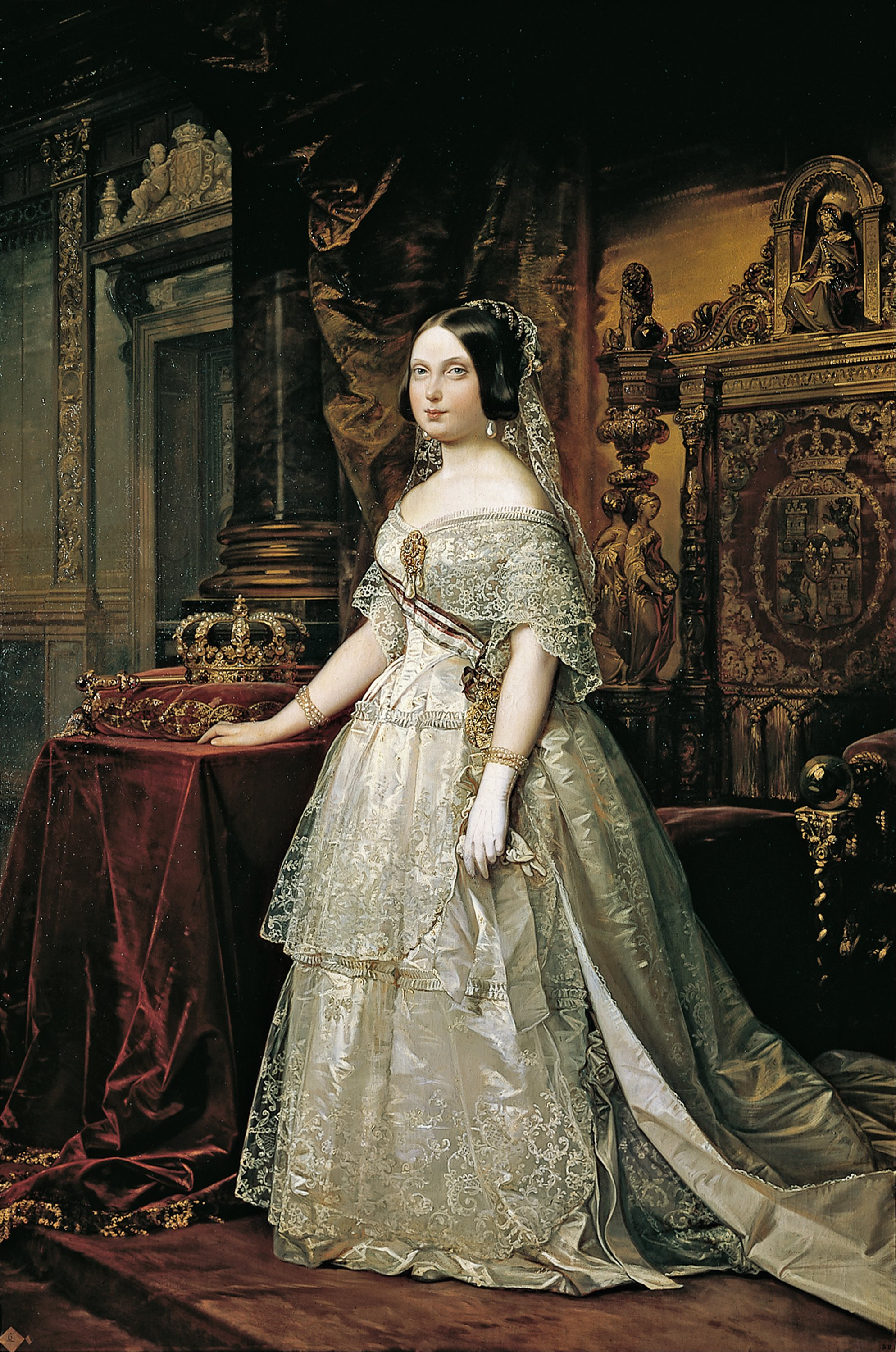
Isabella II. (Gemälde von Federico de Madrazo y Kuntz, 1844)

### Mündigkeitserklärung

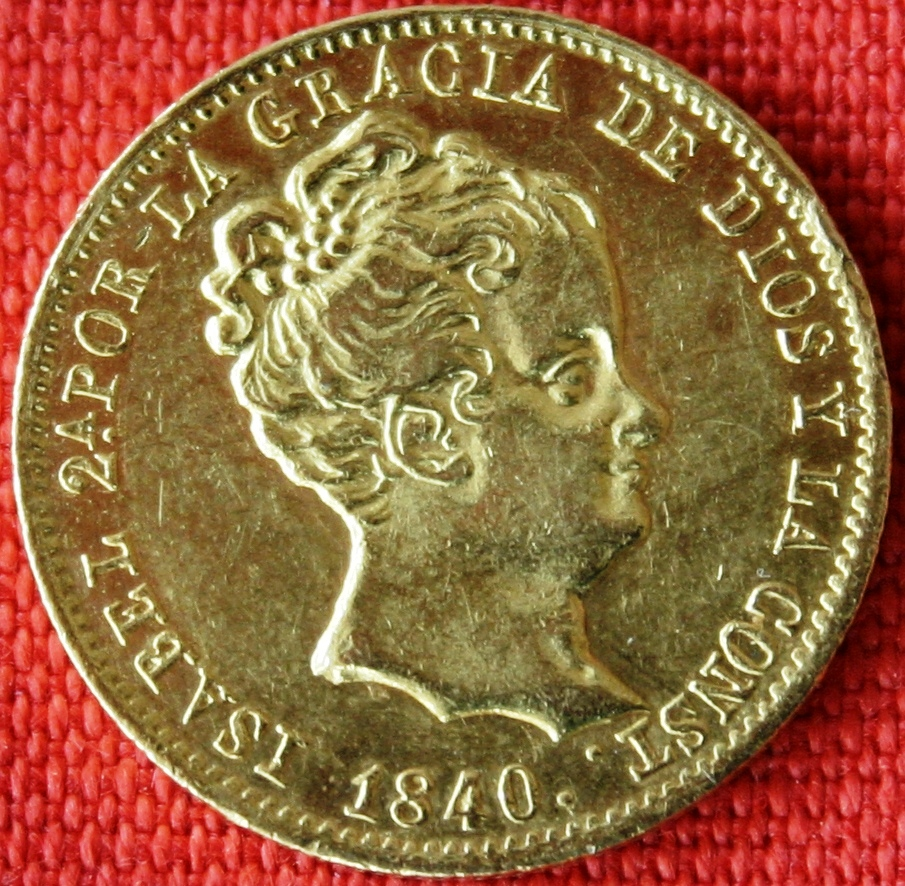
80-Reales-Goldmünze von 1840

Ein vom Feldherrn Ramón María Narváez angeführter Aufstand führte zu Esparteros Sturz, der sich am 30. Juli 1843 in Cádiz auf einem britischen Linienschiff nach England einschiffte. Das von Ministerpräsident Joaquín María López y López geleitete Kabinett gab vor Zusammentreten der Cortes bekannt, es werde die erst 13-jährige Isabella für großjährig erklären lassen, warte aber die Einberufung der Cortes ab. Besonders die Exaltados, welche die äußerste Linke des Partido Progresista bildeten, suchten diese Volljährigkeitserklärung durch Aufstände in ganz Spanien zu hintertreiben. Nach den Wahlen wurde die politisch völlig unerfahrene Isabella, die erst an der Schwelle zum Jugendalter stand, dennoch am 8. November 1843 durch Beschluss der Cortes für majorenn („mündig“) erklärt und schwor den Eid auf die Verfassung. Da sie nun ihre Mutter Maria Christina nach Spanien zurückholen wollte, trat Ministerpräsident López zurück. Sein Nachfolger wurde am 20. November der Vorsitzende des Partido Progresista, Salustiano Olózaga, der nach Esparteros Sturz Isabellas Hauslehrer geworden war. Er war aber bereits in Konflikt mit den Moderados geraten, die gegen ihn intrigierten. Der von Luis González Bravo erhobene Vorwurf, Olózaga habe die Königin durch Gewaltandrohung zur Auflösung der Cortes gezwungen, wurde von der Königin bestätigt und führte am 29. November 1843 zu seiner Entlassung. Olózaga bestritt die ihm zur Last gelegte Tat, musste aber ins Exil nach Portugal gehen.

### Beginn der Dekade von Moderado-Regierungen(Década moderada)
Nach der Niederschlagung eines von Oberst Bonet Anfang 1844 angeführten Aufstands kehrte Maria Christina, als nun wieder die Moderados unter González Bravo die Regierung führten, nach dreijähriger Abwesenheit nach Spanien zurück und traf am 21. März 1844 in Aranjuez ein, um hier mit ihrer königlichen Tochter zusammenzutreffen. In einer dramatischen Szene warf sich Isabella nahe dem Schloss von Aranjuez in die Arme ihre Mutter. Maria Christina übte wieder viel politischen Einfluss aus und ließ ihren zweiten Gemahl Muñoz durch Isabella zum Herzog von Riánsares erheben sowie ihre Ehe durch ein königliches Dekret legitimieren. Am 3. Mai 1844 wurde General Narváez Ministerpräsident, und auch in der Folge führten Kabinette der Moderados ein Jahrzehnt lang (1844-54) die Regierung. Dieser Zeitraum, der kurz nach der Erklärung von Isabellas Großjährigkeit begann, wird als Década moderada („gemäßigtes Jahrzehnt“) bezeichnet. Narváez war während dieser Dekade der eigentlich „starke Mann“ und auch in Isabellas gesamter Regierungszeit eine prägende Figur der spanischen Politik.
Während Isabellas Minderjährigkeit hatten die verschiedenen spanischen Regierungen die Kirche institutionell und ökonomisch geschwächt, ebenso die Position der Aristokratie; ferner hatten sie eine lang nachwirkende Verwaltungsreform durchgeführt und die Monarchie in eine verfassungsmäßige Ordnung eingebettet. In der Década moderada führten die von den Moderados gestellten Kabinette den Umbau des Staates nach ihren Leitlinien fort. Während Narváez’ erster Regierungszeit (Mai 1844 bis Februar 1846) war vor allem die Ausarbeitung einer neuen gemäßigten, der französischen Charte constitutionnelle nachgebildeten Verfassung, die am 23. Mai 1845 verabschiedet wurde, von Bedeutung. In diesem Grundgesetz erhielt die spanische Krone eine starke Stellung. Die Königin konnte etwa Minister ernennen und entlassen sowie die Cortes auflösen. Ebenso wie die beiden Parlamentskammern hatte sie das Initiativrecht zur Einbringung von Gesetzesvorlagen und besaß ein Vetorecht gegenüber Gesetzesbeschlüssen der Cortes. Ferner oblag ihr die Ernennung der Senatoren auf Lebenszeit und sie vermochte mittels Dekreten in den Gesetzgebungsprozess einzugreifen. Die damalige politische Konstellation verunmöglichte nahezu einen legalen Machtwechsel von den Moderados zu den linken Progresistas. Dass die Regierungen dennoch so labil waren und während der Década moderada 16 mal wechselten, war durch innerparteiliche Rivalitäten zwischen unterschiedlichen Fraktionen der Moderados verursacht.

### „Spanische Heiraten“
Maria Christina bemühte sich vor allem, angemessene Bräutigame für ihre Töchter zu suchen. Dabei war die Frage von Isabellas Verheiratung über Spaniens Grenzen hinaus für die europäische Politik von Bedeutung. Die Moderados plädierten für den jüngsten Bruder Maria Christinas, Francesco, Graf von Trapani, die Progresistas hingegen für den Infanten Enrique, Herzog von Sevilla, der dem linken politischen Spektrum nahestand. Ein Teil der Rechten griff wieder die Idee auf, Isabella mit dem älteren Sohn von Don Carlos zu vermählen. Don Carlos hatte im Mai 1845 zugunsten seines Sohns auf seine Thronrechte verzichtet, doch die spanische Regierung erklärte den dauerhaften Ausschluss von Don Carlos und seinem Sohn von der Regierung, weshalb Letzterer als Gemahl Isabellas nicht in Betracht käme. Die Frage der Verheiratung der Königin zog sich dahin und bewirkte innerparteiliche Konflikte sowie mehrere Regierungswechsel. Auch England und Frankreich mischten sich ein. Der französische König Louis-Philippe I. beanspruchte den spanischen Thron durch die Verheiratung Isabellas mit seinem jüngsten Sohn Antoine, Herzog von Monpensier, für seine Dynastie. England, aber auch Russland, Österreich und Preußen erhoben dagegen Einspruch. Louis-Philippe lehnte seinerseits den Vorschlag ab, dass die spanische Königin die Gemahlin von Leopold von Sachsen-Coburg und Gotha, Vetter des englischen Prinzgemahls Albert, werden sollte.
Unter Ausschluss der Mitwirkung Spaniens entschieden schließlich Louis-Philippe und die englische Königin Victoria im September 1845 bei ihrer Begegnung auf Schloss Eu, dass einzig ein Nachfahre Philipps V., des ersten spanischen Herrschers aus dem Haus Bourbon, Isabella heiraten dürfe. So würde keine neue Dynastie auf den spanischen Thron kommen. Der auserwählte Bräutigam war der schwächste Kandidat, Isabellas Cousin Francisco de Asís (1822–1902), ein Sohn des Infanten Francisco de Paula (1794–1865), der seinerseits ein Sohn von König Karl IV. von Spanien war. Damit waren sowohl Isabella als auch ihr Mann Enkel dieses Königs; die Väter der Eheleute waren Brüder. Außerdem waren auch die Mütter der Ehepartner Geschwister aus dem Hause Bourbon-Sizilien. Francisco de Asís war ein kränklicher Mann, körperlich unattraktiv und nach Ansicht des britischen Außenministers Palmerston dumm. Er fand auch in Spanien kaum politische Unterstützung. So fürchteten die Progresistas, dass er als praktizierender Katholik die Karlisten unterstützen könnte. Isabella fand ihn bereits bei ihrem ersten Treffen abstoßend und wurde an ihre Pflicht erinnert, ihn aus Staatsräson dennoch zu heiraten. Königin Victoria bedauerte Isabella angeblich dafür, dass sie zur Trauung mit einem ihr nicht genehmen Mann gezwungen war. Die am 13. September 1846 einberufenen Cortes gaben fast einhellig ihre Zustimmung zu dem Eheprojekt. Die Hochzeit Isabellas mit Francisco fand am 10. Oktober 1846, ihrem 16. Geburtstag, im Madrider Königspalast statt. Zum Ärger Königin Victorias und entgegen einer englisch-französischen Vereinbarung wurde zugleich Isabellas Schwester Luisa Fernanda (1832–1897) mit Louis-Philippes Sohn Antoine, Herzog von Montpensier (1824–1890) vermählt. Louis-Philippe hegte die Hoffnung, dass aus der Ehe der Königin wegen der gerüchteweise bestehenden Zeugungsunfähigkeit des Prinzgemahls keine Kinder hervorgehen würden; und in diesem Fall bestünde die Möglichkeit, dass dann ein Vertreter des Hauses Orléans den spanischen Thron bestiege.

### Ehekrise
Die Ehe von Isabella II. und Francisco de Asis verlief von Beginn an unglücklich. Zwar hatte sich die junge Königin widerwillig in die arrangierte Ehe gefügt, suchte sich aber bald einen Liebhaber. Bereits wenige Monate nach ihrer Hochzeit kursierten Gerüchte, dass sie General Francisco Serrano Domínguez ihrem Gatten vorzog. Francisco de Asis störte dabei weniger die außereheliche Beziehung Isabellas selbst, als dass sie sich nicht im Geringsten bemühte, dies vor der Öffentlichkeit zu verbergen. Durch ihr Privatleben kam es zu einer politischen Krise, weil sie hierdurch das Ansehen des Königtums zu kompromittieren drohte. Außerdem war die Regierung über den von Isabella als „schöner General“ bezeichnete Serrano wegen dessen offensichtlicher Präferenz für die Progresistas besorgt. Maria Christina war über die Liaison ihrer Tochter ebenfalls bestürzt und reiste im März 1847 nach Paris ab. Francisco de Asis zog im Frühjahr 1847 aus der Affäre seiner Gemahlin die Konsequenz, ihr nicht in den Königlichen Palast von Aranjuez zu folgen, sondern im Schloss El Pardo zu logieren. Auf Druck von General Ramón María Narváez und des päpstlichen Nuntius versöhnte sich Isabella schließlich im Oktober 1847 oberflächlich mit ihrem Ehemann, zumal ihre Leidenschaft für Serrano bald nachgelassen hatte. Dieser bekam eine hohe Abfindung und wurde als Generalkapitän nach Granada versetzt, während Isabellas Gemahl wieder nach Madrid zog. Um dieselbe Zeit kehrte auch die von Narváez zurückgeholte Königinmutter nach Madrid zurück.
Zwar erlegte sich die Königin politische Zurückhaltung auf, war aber weiterhin nicht bereit, sich in ihren Herzensangelegenheiten der Hofetikette unterzuordnen. Sie besuchte auch ferner – bis ins höhere Alter – u. a. Bälle und Bankette mit ihren jeweils wechselnden Liebhabern. Zunächst bevorzugte sie vor allem gutaussehende junge Offiziere und Höflinge, die von ihrer Beziehung mit der Königin ebenso wie Serrano finanziell profitierten. Zumindest nahm Isabella insofern auf die Wünsche der Regierung Rücksicht, dass sie sich mit den Moderados sympathisierende Favoriten nahm. Durch ihr öffentlich gezeigtes, in der oppositionellen Presse ausführlich kommentiertes Liebesleben hielt die Ehekrise an, die Anlass für weitere politische Kontroversen bot. Dennoch war die junge sinnenfrohe Königin anfangs beim Volk durchaus populär. Sie war großzügig und schenkte bisweilen Bettlern ihre Armbänder. Die Töchter ihrer Minister und Generäle stattete sie öfters mit einer bedeutenden Mitgift aus. Allerdings hatte sie auch einen Hang für teuren Luxus und gab beim Besuch von Bällen, Theater und anderen Vergnügungen große Geldsummen aus.

### Hofstaat; große Macht der Generäle
Isabella hielt sich einen großen Hofstaat, der das politische Machtzentrum darstellte. Der Umfang des Hofstaates wurde eine zunehmende finanzielle Belastung für die königliche Kasse. Doch bedeutete der direkte Zugang zur Monarchin die Quelle von Macht und Einfluss. Innerhalb der vielen Inhaber von Hofämtern besaßen nur relativ wenige Personen das besondere Vertrauen Isabellas und konnten somit einen bedeutenden informellen Einfluss ausüben. Liberale kritisierten, dass diese bevorzugte Personengruppe stark klerikal geprägt war. So erwarb Schwester Patrocinio, die als junge Nonne durch Visionen und Stigmatisierung bekannt geworden, 1836 aber verbannt worden war, zuerst Zugang zum Kreis um Isabellas Gatten und errang Ende der 1840er Jahre das Vertrauen der Königin selbst. Es gab zahlreiche Spekulationen über die Größe ihres – viele Regierungspolitiker störenden – Einflusses auf Isabella. Diesen nutzte sie bei der Ernennung von Hofbeamten und kirchlichen Würdenträgern, bei der Verleihung von Orden und zum Erhalt von Geldmittel für Klöster, die sie gestiftet hatte.
Eine der wichtigsten Stützen von Isabellas Herrschaft war jedoch das Heer. Spanien hatte sich seit dem Krieg gegen Napoleon Bonaparte mehr als 30 Jahre im Kriegszustand befunden, und der Übergang in die relative Friedenszeit während Isabellas Regierung sicherte den Generälen einen bedeutenden Einfluss bei der Wahrung der öffentlichen Ordnung. Einige von ihnen wie Espartero, Narváez und O’Donnell bekleideten dementsprechend das Amt des Regierungschefs. Auch andere hohe Militärs hatten politische Schlüsselpositionen inne. Ferner stellten sie im Senat eine einflussreiche Gruppierung dar. Ihre große Machtstellung in der isabellinischen Ära war in Spaniens Geschichte einzigartig. Meist bewirkten auch nicht Wahlen, sondern Militärputsche (sog. Pronunciamientos) politische Richtungswechsel, so 1854 und 1868. Als im letzteren Jahr die Unterstützung des Militärs für die Königin wegfiel, war dies einer der hauptsächlichsten Gründe für Isabellas Sturz.

### Weitere politische Entwicklung derDécada moderada;erste Geburten Isabellas

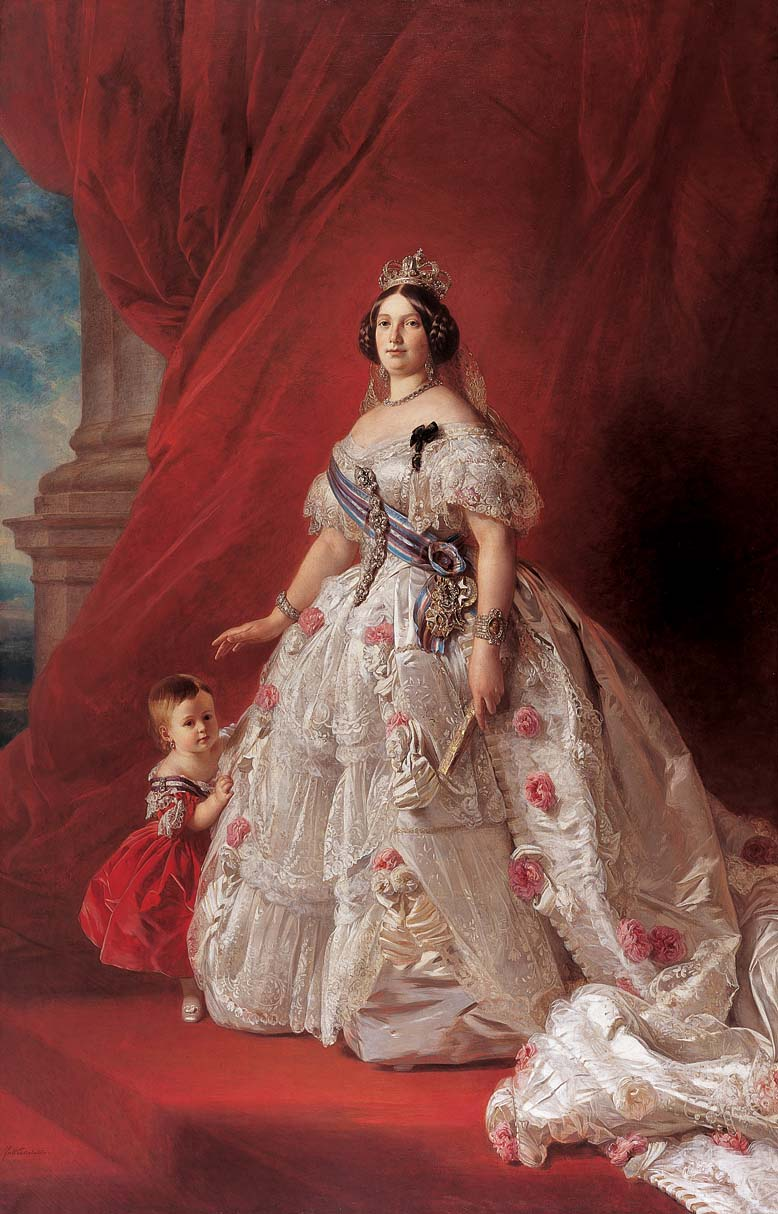
Isabella II. (Gemälde von Franz Xaver Winterhalter, 1852)

Am 4. Oktober 1847 wurde General Narváez spanischer Ministerpräsident. Auf die Nachricht vom Sturz König Louis-Philippes nach der französischen Februarrevolution 1848 brach am 26. März in Madrid ein republikanischer Aufruhr aus, wurde aber von Narváez rasch unterdrückt, ebenso Soldatenunruhen in Sevilla im Mai 1848. Der Herzog von Montpensier und seine Gattin hatten Frankreich verlassen und fanden im März in Spanien Schutz. Die diplomatischen Beziehungen zu Großbritannien wurden abgebrochen und dem britischen Gesandten Henry Bulver, der sich im Auftrag des Außenministers Palmerston gegen Narváez verschworen haben sollte, am 17. Mai seine Pässe zugestellt, worauf der Botschafter am nächsten Tag abreiste. Dagegen gestalteten sich die Verbindungen zu anderen auswärtigen Mächten wieder freundlicher. So erkannte Sardinien im Mai 1848 endlich Isabella als rechtmäßige Thronfolgerin Ferdinands VII. an und stellte die diplomatischen Beziehungen mit Spanien wieder her. Preußen folgte im Juni und im Juli 1848 auch Österreich und Papst Pius IX. Ein neuer karlistischer Aufstand brach unter Führung des von Frankreich nach Spanien eingedrungenen Heerführers Cabrera im Juli 1848 in Katalonien aus, doch wurde ihr Prätendent, der Graf Montemolín, im April 1849 von der französischen Polizei an der Einreise nach Spanien gehindert und die Rebellion unterdrückt. Hierauf erließ die Königin am 8. Juni 1849 eine allgemeine Amnestie und bewog so viele Karlisten, sich ihr zu unterwerfen.
Im Zuge einer Palastintrige wurde wohl durch die Einwirkung des Beichtvaters des Gemahls der Königin und der Schwester Patrocinio die Königin Isabella selbst in Angst vor Narváez’ wachsender Allmacht versetzt. Ein Brief ihres Gemahls forderte sie auf, sich von Narváez’ Kabinett zu befreien, da es eine Bedrohung für ihre Krone darstelle. Die von Narváez angebotene Entlassung seines Kabinetts wurde am 19. Oktober 1849 angenommen und unter dem Vorsitz von Serafín María de Soto, Graf von Clonard, eine dem ultrakonservativen Flügel des Partido Moderado angehörige neue Regierung gebildet. Die öffentliche Meinung in Madrid war aber sofort heftig gegen dieses Kabinett, in der Hauptstadt gärte es und Isabella musste bereits am folgenden Tag ihre Entscheidung rückgängig machen, den Grafen von Clonard entlassen und erneut Narváez zum Ministerpräsidenten ernennen. Während dieser Regierungsturbulenzen fürchtete der neue Liebhaber der Königin, der Marqués de Bedmar, um sein Leben, weil Francisco de Asís gedroht hatte, alle Buhlen seiner Gemahlin mit einem Strick um den Hals von ihrem Balkon hängen zu lassen. Nach Narváez’ Rückkehr verbat sich Isabella trotz der Vorhaltungen ihres Gatten jede Einmischung in ihr Liebesleben. Die Mutter der Königin griff in den Ehestreit ein und letztlich zog Bedmar aus dem Palast aus.
Auf eine entschuldigende Note des spanischen Ministers Pidal wurden im Mai 1850 die Beziehungen zu Großbritannien wieder aufgenommen; der neue englische Gesandte, Lord Howden, traf Mitte 1850 in Madrid ein. Narváez war der Königin und ihrer Mutter immer unbequemer geworden und trat am 10. Januar 1851 zurück. Unter dem Vorsitz des bisherigen Finanzministers Juan Bravo Murillo bildete sich ein neues Kabinett. Der neue Ministerpräsident bemühte sich durch Vorlage eines Schuldenregulierungsgesetzes um den Ausgleich des Staatshaushalts, begann den Bau des nach der Königin benannten Kanals zur Wasserversorgung Madrids und schloss im Oktober 1851 mit dem Heiligen Stuhl das Konkordat ab. Pius IX. billigte die bisherige Veräußerung von Kirchengütern und bestätigte traditionelle Rechte des Staats gegenüber der Kirche, u. a. bei Bischofsernennungen, wofür der Staat die Bezahlung der Geistlichen und den Erhalt der Kirchengebäude zusagte. Die katholische Konfession wurde weiterhin als die einzige Religion Spaniens festgeschrieben. So war nach mehr als 15 Jahren ein völliger Ausgleich mit der Kirche hergestellt und der hohe Klerus weniger für den Karlismus empfänglich; auch korrespondierte Isabella vertraulich mit dem Papst. Indessen verfolgte Bravo Murillo auch reaktionäre Tendenzen und schränkte etwa die Pressefreiheit ein.
Isabella hatte unterdessen am 12. Juli 1850 ihr erstes Kind, Fernando, zur Welt gebracht, das jedoch nur wenige Stunden nach der Geburt verstorben war. Bald kursierten Gerüchte, dass Francisco de Asís nicht der Vater von Isabellas Sohn sei, sondern einer ihrer Liebhaber. Am 20. Dezember 1851 gebar die Königin ihre Tochter María Isabel Francisca, deren Vater laut dem umlaufenden Klatsch und der Meinung verschiedener Biographen Isabellas damaliger Geliebter, der junge Offizier José Ruiz de Arana war. Die Liaison zwischen der Monarchin und Ruiz de Arana dauerte bis 1856. Widerwillig bekannte sich Francisco de Asís als Vater der Tochter seiner Gemahlin.
Kurz nach der Geburt ihrer Tochter María Isabel erfolgte ein Attentat auf die Königin. Als diese am 2. Februar 1852 vom Palacio Real zur Madrider Atocha-Kirche gehen wollte, um dort für ihre sichere Entbindung zu danken, wurde sie vom Franziskanerpriester Martín Merino y Gómez mit einem Dolch angegriffen, jedoch nur leicht am Oberarm verwundet. Ihr hartes Korsett und der Goldbesatz ihres Kleids hatte eine ernste Verletzung verhindert. Der sofort ergriffene Attentäter, der keine Mitschuldigen hatte und auch keiner politischen Partei angehörte, wurde am 7. Februar durch Erdrosselung mittels einer Garrotte hingerichtet.
Als Ministerpräsident Bravo Murillo die Verfassung von 1845, die er für zu liberal hielt, im absolutistischen Sinn revidieren wollte, sah er sich mit dem gemeinsamen Widerstand der Parteien und vieler Generäle konfrontiert. Aus Furcht vor einem Putsch entzog Isabella dem Kabinett das Vertrauen, und Bravo Murillo trat am 14. Dezember 1852 zurück. Es bildete sich unter dem Präsidium von Federico Roncali eine neue, ebenfalls dem Absolutismus zugeneigte Regierung. Im März 1853 tobten in den Cortes heftige Parteikämpfe, als die geeinte Opposition das Kabinett angriff. Ihre Hauptkritikpunkte waren die Weiterverfolgung der Verfassungsrevision, ein neuer Schuldentilgungsplan und die Wahlbeeinflussungen. Auch wurden der Königinmutter Maria Christina, ihrem Gemahl und dem Bankier Salamanca Bereicherung vorgeworfen. Im April trat das Kabinett zurück, welchen Schritt Isabella begrüßte. Zunächst folgte eine vom Ministerpräsidenten Francisco Lersundi Hormaechea geführte Regierung, im September 1853 ein Kabinett unter dem Vorsitz von Luis José Sartorius Tapia, Graf von San Luis. Am 5. Januar 1854 gebar die Königin ihre Tochter Maria Cristina, die bereits nach drei Tagen starb. Wieder wurde gemunkelt, dass Isabellas Gemahl nicht der Vater dieses Kindes sei, zumal die Königin Verhältnisse mit Musikern und Soldaten unterhielt.

### Revolution von 1854
In der Session vom November 1853 erneuerte sich der parlamentarische Konflikt zwischen Regierung und Opposition; die Cortes wurden – wie bereits öfters in der Vergangenheit – vertagt. Die Vorstellungen angesehener Spanier in einer Denkschrift an die Königin fruchteten ebenso wenig, eine Änderung des Systems herbeizuführen, als dies die Bitten der deshalb vom Hof verbannten Herzogin von Montpensier vermocht hatten. Einige Generäle einigten sich, gewaltsamen Versuchen der Regierung zur Änderung der Verfassung entgegenzutreten. Auf die Kunde hiervon verbannte die Regierung im Januar 1854 angesehene Generäle wie Leopoldo O’Donnell, José Gutiérrez de la Concha und Manuel Gutiérrez de la Concha; auch wurden oppositionelle Senatoren ihrer Ämter enthoben. Am 20. Februar kam es zu einem kleineren Militäraufstand in Saragossa, der rasch niedergeschlagen wurde. Unzufriedene Moderados und Progresistas gründeten gemeinsam die sog. Liberale Union. Sie bereiteten ein Pronunciamiento (Militärputsch) vor, an dessen Spitze der weiterhin heimlich in Madrid weilende General O’Donnell trat. Dieser konnte am 28. Juni verschiedene Truppenabteilungen für den geplanten Aufstand gewinnen. Am 30. Juni 1854 endete aber eine von ihm gegen königliche Truppen ausgetragene Schlacht bei Vicálvaro südöstlich von Madrid eher kläglich. Während die Regierung das Land erneut in Belagerungszustand erklärte, zogen sich die Aufständischen nach Alcala zurück. O’Donnell klagte in einem Brief an die Königin die Regierung wegen Unterdrückung der Verfassung und der Presse sowie wegen Bestechlichkeit an und verlangte die Entlassung der Minister. Vor dem ihn verfolgenden Kriegsminister Anselmo Blaser wich er nach Manzanares zurück, doch die Insurrektion nahm noch keinen entschiedenen Fortgang.
O’Donnell musste nun verstärkt die Unterstützung der Progresistas suchen und viele von deren Forderungen übernehmen. In einer neuen öffentlichen Proklamation (Manifest von Manzanares vom 7. Juli 1854) formulierte er als Ziele der Revolution zwar die Aufrechterhaltung der Herrschaft Isabellas, daneben aber u. a. auch die Beseitigung von deren Kamarilla, die strenge Ausführung des Grundgesetzes mit einem liberaleren Wahl- und Pressegesetz, größere Selbstständigkeit der Gemeinden gegenüber der bisher durchgeführten Zentralisation und die Wiederherstellung der Nationalmiliz. Nun verbreitete sich der Aufstand rasch. Für ihn erklärte sich zuerst Valladolid, dann am 13. Juli Barcelona und viele andere Städte. Bedeutend war vor allem die Erhebung von Saragossa, da der Führer der dortigen Junta General Espartero mit der militärischen Diktatur bekleidete und Letzterer alsbald von Logroño herbeieilte. Am 17. Juli brachen auch in Madrid gewaltsame Aktionen der Volksmassen aus. Aufständische griffen die Paläste der Minister und der Königinmutter Maria Christina an und errichteten Barrikaden; es kam zu Kämpfen in der ganzen Stadt. Königin Isabella entließ nun den Ministerpräsidenten, Graf von San Luis, und ernannte auf Rat des Generals Evaristo San Miguel ein neues Kabinett unter dem Vorsitz des Herzogs von Rivas, der zur Beruhigung der Situation Konzessionen wie die Wiederherstellung der Pressefreiheit machte. Dennoch dauerten die Kämpfe in Madrid fort. Eine Deputation der Progresistas forderte die Ernennung Esparteros zum Ministerpräsidenten, und die Königin stimmte am 19. Juli zu. Am 26. Juli erschien ein königliches Amnestiedekret für politische Vergehen; auch wurden O’Donnell und andere Generäle rehabilitiert. Als Espartero am 29. Juli 1854 in Madrid eintraf, wurde er von Isabella und ihrem Gemahl herzlich begrüßt und am folgenden Tag als Ministerpräsident vereidigt. Die Königin war aber in den Augen der Progresistas aufgrund der Handlungen ihrer früheren Minister und des Blutvergießens während der Juli-Kämpfe diskreditiert.

### Progressives Biennium(Bienio progresista)
Die Machtübernahme Esparteros läutete eine zweijährige Regierung der Progresistas (Bienio progresista) ein. Espartero setzte der Revolution durch rücksichtslose Niederhaltung der radikalen Linken ein Ende. Auch ernannte er General Leopoldo O’Donnell zum Kriegsminister und sicherte sich so die Unterstützung der Armee. Er verfügte die Verbannung der unbeliebten Königinmutter Maria Christina, die am 28. August 1854 unter militärischer Eskorte über die Grenze nach Portugal gebracht wurde. Sein Kabinett ordnete ferner die Einberufung der Cortes, die nach der Verfassung von 1837 gewählt werden sollten, auf den 28. November 1854 an. An diesem Tag eröffnete Isabella die von den Progresistas beherrschten Cortes mit einer Thronrede, in der sie erklärte, dass sie sich streng an die jüngst geleisteten Zusagen zur Achtung der Freiheiten und Rechte der Nation halten werde. Wieder führte Espartero die neue Regierung an.
Die Progresistas strebten weniger eine Demokratisierung Spaniens an als die Ankurbelung der Wirtschaft zur Modernisierung des Landes, den Bau von Eisenbahnen, Straßen und Telegraphen, die Schaffung eines leistungsstarken Bankwesens und die Umstrukturierung des Agrarsektors. Finanzminister Pascual Madoz arbeitete ein im Mai 1855 verabschiedetes Gesetz zur allgemeinen Desamortisation von Gemeinde-, städtischen und kirchlichen Grundstücken aus, die durch Versteigerungen in Privateigentum übergehen sollten. Dies betraf etwa ein Viertel der Fläche Spaniens. Von diesen sog. Nationalgütern wurden bis Ende 1861 im Wert von 6519 Millionen Realen verkauft, großenteils in kleineren Parzellen. Isabella hatte das Desamortisationsgesetz, das zum Bruch mit dem Heiligen Stuhl führte, nur ungern unterschrieben. Die Agrarpolitik der Progresistas bewirkte indessen die größte Landumverteilung der jüngeren spanischen Geschichte. Durch diesen Prozess konnte sich neben den alten Eliten eine neu emporgekommene bürgerliche Schicht als mitherrschende Klasse etablieren. Demgegenüber erlitt die besitzlose ländliche Unterschicht durch die Veräußerung der ruralen Grundstücke existenzbedrohende Verluste. Die Beratungen der Cortes über die Neuordnung der Verfassungszustände zogen sich unter heftigen Parteikämpfen fast zwei Jahre dahin. Die neu ausgearbeitete demokratische Verfassung trat dann wegen der Verzögerung der Zustimmung der Königin und dem im Verlauf des Jahres 1856 erfolgten Endes der Regierung der Progresistas nicht mehr in Kraft.
Seit Anfang 1856 kam es vermehrt zu Unruhen. So brach u. a. in Valencia am 7. April gelegentlich einer Konskription ein Aufruhr aus, der in blutigen Straßenkämpfen niedergeworfen wurde. Im Juni fanden in Valladolid, Salamanca und anderen Städten durch Teuerung und Wiedereinführung der Stadtzölle veranlasste Bauernaufstände statt. Maßgeblich trug auch der aufgrund unterschiedlicher politischer Haltungen bestehende Konflikt zwischen Espartero und O’Donnell zum Ende des Bienio progresista bei. Im Juli 1856 kam es zum offenen Konflikt zwischen dem Innenminister Escosura und O’Donnell. Als Letzterer den Rücktritt des Innenministers forderte, wurde die Königin die Wahl zwischen den Kontrahenten anheimgestellt. Isabella ergriff Partei für O’Donnell, woraufhin Espartero und die übrigen Minister zurücktraten. O’Donnell wurde am 14. Juli 1856 Ministerpräsident eines neuen, von Mitgliedern der von ihm gegründeten Liberalen Union dominierten Kabinetts. Nur das Volk in den armen Südbezirken Madrids und der Präsident der Cortes, General Infante, kämpften gegen die von O’Donnell geführten Regierungstruppen. Durch das persönliche Erscheinen Isabellas inmitten der Kämpfenden wurde am 16. August 1856 das Blutbad beendet und die Hauptstadt unterwarf sich.

### Moderates Biennium(Bienio moderado)
O’Donnell war nach dem Ende der Madrider Unruhen noch mit Aufständen in Saragossa, Barcelona und anderen Städten konfrontiert, doch wurden diese rasch unterdrückt. Die neue Regierung löste nun die Nationalmiliz und die Cortes auf, stellte – leicht modifiziert – wieder die Verfassung von 1845 her und setzte den weiteren Verkauf von Kirchengütern aus. Doch die Minister waren untereinander zerstritten; auch war O’Donnells Stellung am Königshof schwach, und er musste als Ministerpräsident schon am 12. Oktober 1856 dem General Ramón María Narváez weichen, der ein neues Kabinett aus Vertretern der Moderados bildete, in dem der Innenminister Candido Nocedal eine hervorragende Rolle spielte. Das Konkordat mit dem Papst wurde am 16. Oktober wieder in Kraft gesetzt, die Vollziehung des Desamortisationsgesetzes suspendiert, die Jesuiten zurückgerufen, strenge Pressegesetze erlassen und viele Errungenschaften der Revolution von 1854 rückgängig gemacht. Als sich Königin Isabella weigerte, die vom Kabinett genannten Personen von verfänglichem Einfluss aus ihrer Umgebung zu entfernen und u. a. die vom Kabinett vorgeschlagene Ernennung des Marineministers Francisco Lersundi Hormaechea zum Gouverneur von Kuba zu genehmigen, reichte Narváez im Oktober 1857 seine Entlassung ein, woraufhin der General Francisco Armero Peñaranda neuer Ministerpräsident wurde.
Am 28. November 1857 gebar Isabella den Thronfolger und späteren König Alfons XII. Die Vaterschaft ihres Gemahls Francisco de Asis wurde erneut bezweifelt. Gerüchte verlauteten, dass Isabellas Geliebter, Hauptmann Enrique Puigmoltó, oder ein amerikanischer Zahnarztgehilfe namens McKeon der Vater dieses Prinzen sei. Schon im Januar 1858 trat Armero, dessen Kabinett liberalere Maßnahmen ergriffen hatte, als Ministerpräsident zurück und erhielt im Senatspräsidenten Francisco Javier de Istúriz einen Nachfolger. Auch dessen Amtszeit währte nur kurz; seine aus Moderados bestehende Regierung nahm am 30. Juni 1858 ihren Abschied, woraufhin Isabella erneut O’Donnell zum Vorsitzenden des Ministerrats sowie zum Kriegsminister berief.

### Regierung der Liberalen Union
O’Donnell leitete nun fast fünf Jahre lang bis März 1863 die bislang stabilste Regierung während der Herrschaft Isabellas. In der damaligen spanischen Parteienlandschaft näherten sich Teile des Partido Moderado den rechts von dieser Partei stehenden intransigenten Neokatholiken an, während auf der anderen Seite des politischen Spektrums der linke Flügel des Partido Moderado die Kooperation mit den aufsteigenden Demokraten suchte. O’Donnell positionierte seine neue Partei der Liberalen Union in der politischen Mitte zwischen den bisher dominanten Parteien der Moderados und Progresistas. Dabei nahm er Mitglieder der Moderados, die nicht der absoluten Monarchie anhingen, und gemäßigtere Progresistas auf, um eine liberal-progressive Politik im Rahmen der konstitutionellen Monarchie zu betreiben. So suchte er die seit der Revolution von 1854 angeschlagene Machtgrundlage Isabellas und ihrer Dynastie wieder zu festigen. Mit Karlisten und Republikanern konnte er aber keinen Konsens herstellen.
Um die Beliebtheit Isabellas zu steigern, sollte sie nicht nur wie bisher von einer Residenz zur nächsten reisen, sondern mehr den persönlichen Kontakt zum Volk suchen. Sie eröffnete Eisenbahnlinien und Häfen, mischte sich unter jubelnde Scharen von Leuten und spendete große Geldsummen für die Bedürftigen in den Städten. Gestützt auf eine ansehnliche Armee und Flotte, trat die Regierung O’Donnells nun in der Außenpolitik energischer auf. Ab 1858 beteiligten sich etwa spanische Truppen für die folgenden fünf Jahre an der französischen Expedition gegen Cochinchina, wo die Misshandlung katholischer Missionare gerächt werden sollte. Durch diese kriegerischen Aktivitäten bemühte sich die spanische Regierung, internationales Prestige gewinnen; das Volk sollte in nationalistische Begeisterung versetzt werden und die Königin als Neuerscheinung ihrer berühmten Vorgängerin und Namensvetterin Isabella die Katholische wirken. Allerdings beteiligte sich Spanien bei seinen militärischen Aktionen nur als untergeordnete Macht an Kriegen Frankreichs und Großbritanniens oder unternahm sie zumindest nur mit Billigung dieser Großmächte. Größere Gebietsgewinne wurden bei diesen Feldzügen nicht erreicht; jedoch starben in ihrem Verlauf zehntausende spanische Soldaten. Neben der Beschwörung des Nationalgefühls der Spanier durch die aggressive Außenpolitik versuchte O’Donnell auch den Wohlstand des Landes zu erhöhen, um etwaige künftige Revolutionen nach Möglichkeit zu verhindern. Bereits bei der Eröffnung der neuen Cortes am 1. Dezember 1858 versprach O’Donnell ein liberales Pressegesetz und kündigte materielle Verbesserungen an. Seine Regierung beschloss ein umfangreiches Projekt öffentlicher Arbeiten. Die Wirtschaft prosperierte und es kam zur Erneuerung von Industrieanlagen. Seit 1855 wurden viele Erträge aus der Veräußerung des Gemeindelandes und bedeutende französische Investitionen zur Erweiterung des Eisenbahnnetzes verwendet. Die zweite fertiggestellte Eisenbahnlinie, die zwischen Madrid und Aranjuez verlief, hatte die Königin 1851 persönlich eröffnet.
Mit dem Papst kam am 25. August 1859 ein Vertrag zustande, nach dem die Kirche dem Staat alle ihre Besitzungen überschreiben und dafür unübertragbare Rentenobligationen erhalten sollte. Im Spanisch-Marokkanischen Krieg 1859/60 eroberte Spanien am 4. Februar 1860 die marokkanische Stadt Tétouan und konnte sie gemäß dem am 26. April 1860 geschlossenen Vertrag behalten, bis die Mauren 20 Millionen Piaster Kriegskontribution gezahlt hätten. Während dieses Kriegs hatte der Graf von Montemolín, Sohn des 1855 verstorbenen Thronprätendenten Don Carlos, einen Invasionsversuch in Spanien gestartet und war an der Mündung des Ebro gelandet, um die Königin Isabella zu stürzen und sich als Carlos VI. zum neuen König ausrufen zu lassen. Sein Unternehmen scheiterte schon im Anfangsstadium, da ihm seine eigenen Soldaten den Gehorsam verweigerten. Der gefangen genommene Graf von Montemolín und sein ihn begleitender Bruder Fernando mussten ihren Thronansprüchen entsagen, woraufhin Isabella am 1. Mai 1860 ein Amnestiedekret unterzeichnete. Anschließend wurden die beiden Prinzen über die spanische Grenze abgeschoben. Hierauf wurde ihr Bruder Juan Carlos neuer karlistischer Thronprätendent. Die spanische Regierung fühlte sich nun stark genug, um sich gegen die italienische Einigungsbewegung aussprechen zu können. Doch vergeblich bemühte sie sich diplomatisch für die bedrohten Herrscherhäuser von Parma und Neapel sowie die weltlichen Besitzungen des Papstes. Im Oktober 1860 wurde der spanische Botschafter von Turin abberufen. Am 17. Oktober 1860 versuchte ein Diener der Königin namens Rodriguez ein Attentat auf Isabella zu verüben. Es scheiterte aber, da nicht einmal die Pistole gehörig geladen war.
Anfang 1861 unterwarf sich die Dominikanische Republik, auf der vormals spanischen Ostküste Haitis, freiwillig wieder der spanischen Herrschaft. Am 20. Mai 1861 genehmigte Isabella per Dekret im Namen des spanischen Volks die Annexion dieser Republik. Die Vereinigten Staaten von Amerika konnten wegen des Bürgerkriegs im eigenen Land dagegen ebenso wenig einschreiten wie gegen die Expedition gegen Mexiko, an der sich – neben Frankreich und England – auch Spanien durch die Konvention vom 31. Oktober 1861 beteiligte. Am 8. Dezember 1861 erschien ein von Havanna abgeschicktes spanisches Geschwader vor Veracruz und besetzte es zehn Tage darauf kampflos. Dann folgte eine größere spanische Streitmacht unter dem Oberbefehl des Generals Juan Prim. Die Spanier und Engländer wollten jedoch den Eroberungsplänen Napoleons III. nicht dienen und verständigten sich mit dem mexikanischen Präsidenten Benito Juárez. Prim schiffte seine Truppen am 25. April 1862 in Veracruz wieder ein.

### Krise der späten Herrschaftszeit Isabellas

#### Erneute Machtübernahme derModerados
Die fünfjährige Regierungszeit O’Donnells ging zu Ende, als eine Spannung innerhalb der Liberalen Union die Auflösung seines Kabinetts zur Folge hatte, das am 15. Januar 1863 abdankte. Zwar bildete O’Donnell, der zunächst Regierungschef blieb, ein neues Kabinett, in dem u. a. General Francisco Serrano Domínguez das Außenministerium übernahm. Diese Ernennung gefiel indessen General Juan Prim nicht, der schließlich aus der Liberalen Union austrat und sich den Progresistas anschloss. Königin Isabella war wiederum mit anderen Ministerernennungen unzufrieden; auch ärgerte sie O’Donnells Weigerung, die Rückkehr ihre Mutter nach Spanien zu erlauben. Als Isabella ihrerseits die von O’Donnell geforderte Auflösung der Cortes ablehnte, trat er am 2. März 1863 zurück.
Damit begann in Spanien eine Periode voll politischer Schwankungen und heftiger Parteikämpfe, dazu außenpolitische Verlegenheiten und eine Wirtschaftskrise. Königin Isabella lehnte es ab, dass die Progresistas wieder die Regierung übernahmen, woraufhin sie sich aus dem verfassungsmäßigen politischen Leben zurückzogen. Dafür attackierten sie nun Kirche und Krone, in denen sie die größten Hemmnisse für die Gestaltung einer liberalen Politik sahen, mit zunehmender Härte und nahmen auch Isabella selbst von ihrer Kritik nicht mehr aus. Statt der Progresistas kamen nach O’Donnells Rücktritt wieder die Moderados an die Macht. Die von ihnen dominierten Kabinette des Markgrafen von Miraflores (2. März 1863), von Lorenzo Arrazola García (17. Januar 1864) und von Alejandro Mon Menéndez (1. März 1864) lösten sich rasch ab und betrieben auf dem Gebiet der Verfassung und Verwaltung eine reaktionäre Politik. Am 16. September 1864 bildete Ramón María Narváez eine weitere von den Moderados gebildete Regierung. Sofort wurde die Königinmutter Maria Christina nach zehnjähriger Verbannung nach Madrid zurückgerufen.
In der Außenpolitik stand Spanien u. a. vor dem Problem, dass sich das neuerworbene Santo Domingo am 20. August 1863 wieder gegen die spanische Herrschaft erhoben hatte. Alle Wiedereroberungsversuche scheiterten. Mit Zustimmung der Cortes wurde am 5. Mai 1865 die spanische Oberhoheit über Santo Domingo aufgegeben. Ein mit Peru ausgebrochener Zwiespalt, infolgedessen ein spanisches Geschwader unter General Luis Hernández-Pinzón Álvarez im April 1864 die Chincha-Inseln okkupierte, wurde durch den Frieden vom 27. Januar 1865 beigelegt. Auf dem wirtschaftlichen Sektor kam es 1864 aufgrund zu geringer Einnahmen aus dem neu errichteten Bahnnetz zu einem Eisenbahnkrach. Zudem war die Staatsverschuldung sehr hoch. Manche politische Oppositionelle verlangten bereits die Absetzung der regierenden Königsdynastie oder sogar die Abschaffung der Monarchie. Narváez schritt gegen einige Wortführer streng ein und setzte namentlich den republikanischen Geschichtsprofessor an der Madrider Universität, Emilio Castelar, ab, der Isabellas Verfügungsgewalt über das königliche Vermögen öffentlich in Frage gestellt hatte. Hierüber kam es zu Studentenprotesten und in der Nacht vom 10. April 1865 zu einem blutigen Zusammenstoß zwischen Ordnungstruppen und der unbewaffneten Menge. Narváez versuchte die Bewegung streng zu unterdrücken und befahl auch den Provinzgouverneuren, oppositionelle politische Gesellschaften aufzulösen. Gleichzeitig verlangte er von den Cortes die Wiedereinführung der Zensur und das Recht zur Beschlagnahme aller Zeitungen, die gegen die Monarchie und Kirche anschrieben. Er wurde durch diese reaktionären Maßregeln immer unbeliebter, und Isabella musste sein Kabinett entlassen und ernannte daraufhin O’Donnell am 21. Juni 1865 zum vierten Mal zum Ministerpräsidenten.

#### Letzte Regierung von O’Donnells Liberaler Union
Unter der Präsidentschaft von O’Donnell wurde Marschall Serrano Generalkapitän von Madrid. Mit dem Regierungswechsel begann ein Umschwung in liberalerer Richtung. Der aufgelöste Munizipalrat von Madrid wurde wiedereingesetzt; die Königin verkündete in einem Dekret die Amnestie für Pressevergehen und die Presse erhielt größere Freiheit; ein neues Wahlgesetz ermäßigte den Zensus bis auf die Hälfte. Trotz Protest Österreichs erkannte Isabella am 15. Juli 1865 das Königreich Italien auf Kosten der weltlichen Herrschaft des Papstes an. Gegenüber Pius IX. verwies Isabella auf die liberale Haltung des Militärs, der sie machtlos gegenüberstehe. Auch mehrere einflussreiche Personen an Isabellas Hof, die allgemeines Misstrauen erregt hatten, wurden entfernt. So erhielt der Kardinal-Erzbischof von Burgos am 12. Juli seine Entlassung als Erzieher des Kronprinzen. Ferner musste sich Pater Antonio María Claret, seit 1857 Isabellas Beichtvater und vertrauter Ratgeber, der eine Rekatholisierung Spaniens versucht hatte, am 20. Juli 1865 in sein Missionshaus zu Vich zurückziehen, ebenso Schwester Patrocinio in ihr Kloster in Aranjuez. Der sistierte Verkauf der Kirchengüter wurde wieder aufgenommen und energisch betrieben. Um diese Zeit trug aber zur zunehmenden Unpopularität Isabellas bei, dass sie im Sommer 1865 während einer erneuten Schwangerschaft in ihrer Residenz La Granja weilte, um sich nicht der damals in Madrid grassierenden Cholera-Epidemie aussetzen zu müssen. Die liberalen Maßnahmen von O’Donnells Kabinett genügten außerdem radikalen Progresistas nicht. Am 29. Oktober sprach General Juan Prim, der ein neuer charismatischer Anführer der liberalen Linken geworden war, bei einer von den Progresistas in Madrid abgehaltenen Generalversammlung Drohungen gegen die Regierung aus. Am 5. November 1865 forderten Redner der demokratischen Partei auf einer Versammlung in Madrid die Einführung des allgemeinen Stimmrechts und die Trennung von Staat und Kirche.
Gleichzeitig kam es im Rahmen des spanisch-südamerikanischen Kriegs zu neuen Auseinandersetzungen mit den südamerikanischen Republiken. Wegen angeblicher Verletzung der Neutralität während des spanisch-peruanischen Konflikts forderte der spanische General José Manuel Pareja von Chile eine Entschuldigung. Als diese verweigert wurde, ließ er am 24. September 1865 die chilenischen Häfen blockieren, worauf Chile mit einer Kriegserklärung antwortete. Mit nur fünf Kriegsschiffen konnte Pareja die Blockade nicht durchsetzen. Peru, Ecuador und Bolivien schlossen mit Chile ein Bündnis gegen Spanien. Da dieser Seekrieg für Spanien nicht zu gewinnen war, verließ Admiral Casto Méndez Núñez nach Parejas Tod die südamerikanische Küste, nachdem er am 31. März 1866 Valparaíso und am 2. Mai Callao bombardiert hatte. Auf diese Gewalttaten reagierten Peru und Chile im Juni 1866 mit der Ausweisung sämtlicher Spanier. Die verbündeten vier Republiken lehnten die französisch-britische Vermittlung ab und beschlossen, die Feindseligkeiten fortzusetzen.
Die Neuwahlen der Cortes vom 1. Dezember 1865 verschafften der Regierung eine große Mehrheit, da die Mehrzahl der Demokraten, Progresistas und auch viele Moderados sich der Wahl enthielten. Die Erhebung des Generals Prim vom 3. Januar 1866 scheiterte an der geringen Beteiligung des Volkes, woraufhin Prim nach Portugal flüchtete. O’Donnell ging nun mit wachsender Härte gegen Revolutionäre vor. Er schlug den Militäraufstand vom 22. Juni 1866 in Madrid blutig nieder; 66 Anführer wurden standrechtlich erschossen. Wegen dieser wiederholten Aufstandsversuche beantragte die Regierung bei den Cortes eine zeitweilige Aufhebung der konstitutionellen Garantien, und die Cortes bewilligten dies. Die Königin wollte sich aber nicht mit der Unbeliebtheit O’Donnells belasten, entließ daher den energischen Ministerpräsidenten am 11. Juli 1866 und beauftragte wieder Narváez mit der Bildung eines neuen Kabinetts. Der verbitterte O’Donnell begab sich ins freiwillige Exil nach Biarritz und blieb dort bis zu seinem Tod (5. November 1867), womit Isabella einen der wichtigsten Männer ihrer Herrschaft verlor.

#### Die letzten Regierungen derModerados

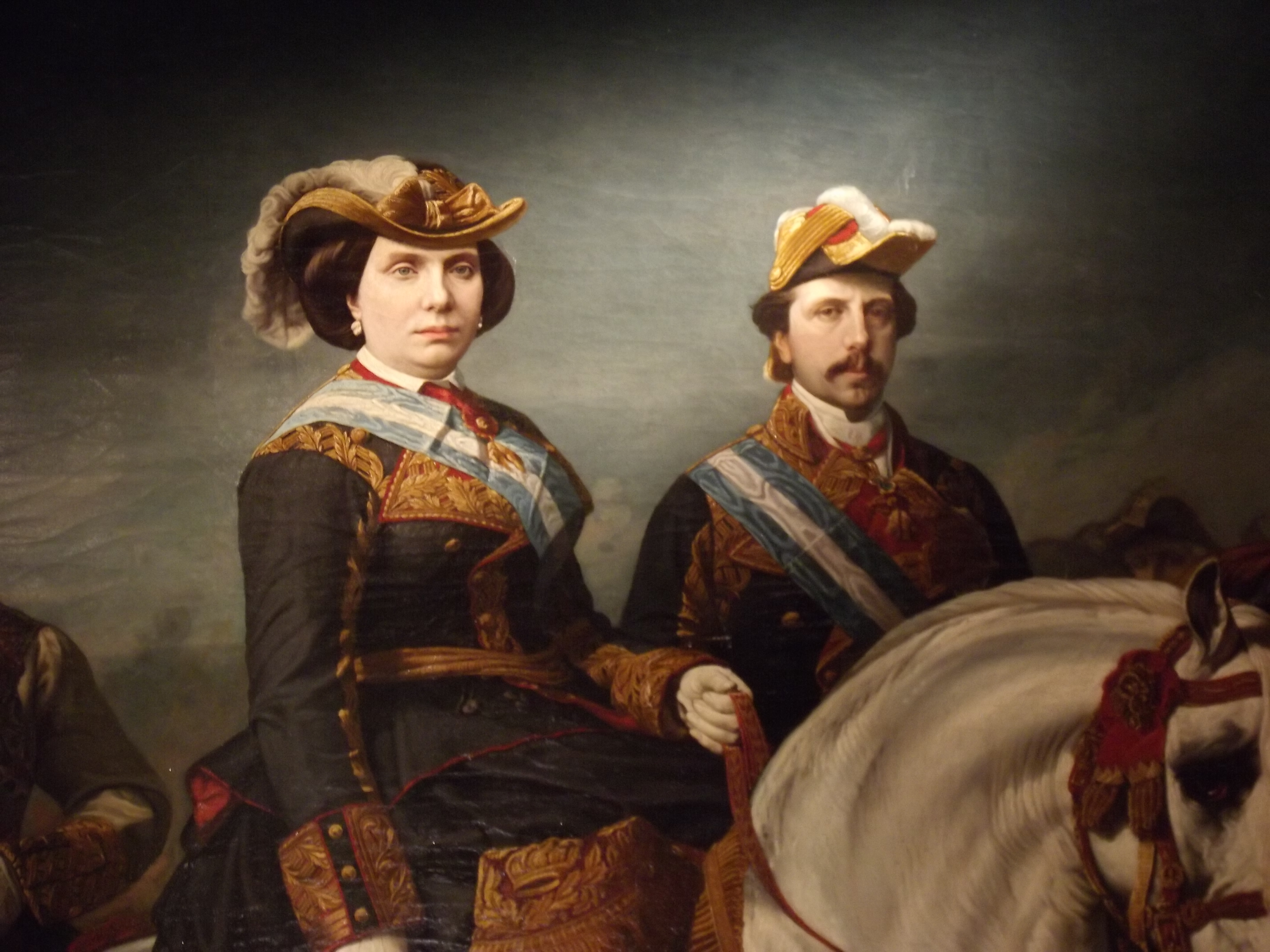
Isabella II. in Uniform zu Pferd, mit den Orden vom Goldenen Vlies und Karls III. (Gemälde von Charles Porion, 1867)

Die letzten Jahre der Herrschaft Isabellas waren von einer repressiven Verhärtung der Regierungen geprägt, die den zunehmenden Widerstand der linken Parteien mit allen Machtmitteln bekämpften. Dadurch wurde auch die Herrschaft der Königin selbst entlegitimiert. In dem aus Ministern der Partei der Moderados bestehenden Kabinett des Ministerpräsidenten Narváez wurde Luis González Bravo Innenminister. Die neue Regierung bemühte sich durch strenge militärische und polizeiliche Maßregeln Unruhen zu verhindern. Auch kam es zur Fortsetzung der reaktionären Maßnahmen des Vorgängerkabinetts. Die Verfassungsbürgschaften blieben aufgehoben, die Progresistas wie O’Donnells Anhänger wurden verfolgt, deportiert oder ins Ausland verjagt, die kommunalen und provinziellen Freiheiten beschränkt, die Presse wurde unterdrückt und das Erziehungswesen wieder dem Klerus unterstellt. Die Neuwahlen der Munizipalitäten und Provinzialdeputationen im November 1866 fielen überall zugunsten der Regierung aus. Der Einspruch gegen das Verfahren der Regierung wurde von Narváez rücksichtslos niedergeschlagen. Als am 28. Dezember die Cortes zusammentraten, erhob sich heftige Opposition, und 137 Abgeordnete unterzeichneten eine Adresse an die Königin, in der sie das Militär- und Polizeiregiment von Narváez scharf tadelten. Daraufhin ließ dieser in der Nacht vom 29. auf den 30. Dezember mehrere oppositionelle Abgeordnete, darunter den Präsidenten des Kongresses, Antonio de los Ríos Rosas, verhaften. Dasselbe Schicksal traf den Präsidenten des Senats, Isabellas ehemaligen Geliebten Marschall Francisco Serrano, weil er in einer Audienz bei Isabella eine Protestnote gegen die Verzögerung der Berufung der Cortes überbracht hatte. Die Verhafteten wurden auf die Kanarischen Inseln und Balearen verbannt. Viele andere herausragende Persönlichkeiten entflohen ins Ausland. Ein königliches Dekret vom 30. Dezember 1866 löste die Cortes auf und ordnete Neuwahlen im März 1867 an.
Die liberale Presse durfte öffentlich gar nicht mehr erscheinen; dafür liefen heimlich Flugblätter und Zeitschriften um, die umso gehässigere Angriffe auf die Regierung und die Königin, auf ihr Privatleben und ihre Günstlinge machten. Es gelang der Regierung, die Cortes-Wahlen nach Wunsch zu leiten. Trotzdem erließ sie am 22. März 1867 ein Sicherheitsgesetz. Am 12. April bewilligten die neuen Cortes mit einer großen Majorität von 245 gegen 4 Stimmen dem Kabinett von Narváez die erbetene Indemnität für die Ende 1866 angeordneten Maßnahmen. Auch bezüglich der Finanzen waren die Cortes der Regierung gegenüber gefügig und genehmigten namentlich die Konversion der sog. tilgbaren Schuld. Die katholische Kirche erhielt mehr Einfluss. Die Ultramontanen begehrten die Wiederherstellung der seit 1834 aufgehobenen Klöster; und wenn das Budget für 1867-68 große Sparsamkeit zeigte, so galt dies nicht für die Bedürfnisse des Klerus. Der im Juni 1867 zum Minister für die Überseegebiete ernannte Carlos Marfori gehörte zu Isabellas zahlreichen Liebhabern.
Die in der Verbannung lebenden Führer der Demokraten und Progresistas hatten sich unterdessen bereits im August 1866 in Ostende auf eine gemeinsame Aktion zur Beseitigung des in Spanien herrschenden Systems geeinigt. Der erste Versuch eines gewaltsamen Umsturzes der Herrschaft Isabellas sollte Mitte August 1867 gleichzeitig in Katalonien, Extremadura und Valencia gemacht werden. General Juan Prim erließ eine Proklamation an das spanische Volk, in der er Abschaffung der Konskription und Konsumsteuer, allgemeines Stimmrecht sowie Presse- und Religionsfreiheit versprach. Ehe er aber über Marseille an die katalanische Grenze eilen konnte, war die Erhebung in Katalonien und Aragonien gescheitert. Die Regierung fühlte sich, nachdem sie einige kriegsrechtliche Exekutionen verhängt, für die meisten Aufrührer jedoch Amnestie verkündet hatte, wieder so sicher, dass sie Mitte November den Belagerungszustand überall aufhob und die Eröffnung der Cortes auf den 27. November festsetzte. Isabella erklärte in der Thronrede, dass sie bereit wäre, außer ihrer moralischen Mitwirkung auch die Hilfe ihrer Macht zu leihen, um die weltliche Herrschaft des Papstes zu retten. Dafür erkannte ihr Pius IX. am 6. Februar 1868 die Goldene Rose zu. Auch die Wiederherstellung des in früherer Zeit unbestrittenen spanischen Patronats in Jerusalem fasste sie ins Auge. Die Vermählung der Infantin Isabella mit Gaetano von Neapel-Sizilien, Graf von Girgenti, im Mai 1868 knüpfte Spanien an die bourbonische Familienpolitik.
Der plötzliche Tod des Ministerpräsidenten Narváez (23. April 1868) beraubte Isabella ihrer einzigen kräftigen Stütze. Luis González Bravo, der nunmehr den Vorsitz im Kabinett übernahm, verkündete, dass er die Politik seines Vorgängers fortsetzen werde. Marfori blieb zunächst Kolonialminister, und der neue Ministerpräsident musste andere Palastgrößen wie Concha und Pavia zu Generalkapitänen ernennen. González Bravo hatte mit einer neuen Wirtschaftskrise zu kämpfen und regierte diktatorisch. Am 6. Juli erhielt die Regierung Kunde von einer Verschwörung von Mitgliedern der Liberalen Union und der Progresistas, an der auch der Herzog von Montpensier, der Schwager der Königin, teilnahm, um selbst den Thron besteigen zu können. Infolgedessen mussten der Herzog und die Herzogin von Montpensier Spanien verlassen und nahmen ihren Wohnsitz in Lissabon. Ferner wurden mehrere angesehene Generäle in Madrid verhaftet, darunter wiederum Serrano, ferner Bedoya, Domingo Dulce u. a., und auf die Kanarischen Inseln verbannt. Diese Anordnung kostete die Regierung endgültig die Unterstützung weiter Kreise des Heers und führte letztlich zum baldigen Sturz Isabellas, die bei großen Bevölkerungskreisen aufgrund der diktatorischen Härte ihrer letzten Ministerpräsidenten viele Sympathien eingebüßt hatte.

## Sturz
Isabella wähnte sich im Sommer 1868 noch in völliger Sicherheit, verließ Madrid und verabredete mit Kaiser Napoleon III. eine Zusammenkunft am 18. und 19. September 1868 in den beiden Grenzorten Biarritz und San Sebastian, um mit ihm über die Möglichkeiten zur Sicherung der weltlichen Herrschaft des Papstes zu diskutieren. Während die Königin in San Sebastian verweilte, brach die Revolution aus. Nach längeren Unterhandlungen hatten die Führer der oppositionellen Parteien der Liberalen Union, der Progressisten und der Demokraten sich geeinigt, den entscheidenden Schlag zum Sturz Isabellas auszuführen. Die verbannten Generäle wurden mit einem Dampfer von den Kanarischen Inseln abgeholt und trafen, zugleich mit Juan Prim, am 18. September im Hafen von Cádiz ein. Admiral Juan Bautista Topete schloss sich ihnen mit der ganzen Flotte an. Ein erstes Manifest forderte das Volk zum Sturz der Regierung auf, ein zweites von Prim verkündete die Volkssouveränität. Cádiz und ganz Andalusien traten der Erhebung bei; überall bildeten sich revolutionäre Junten. Der Aufstand breitete sich rasch auf ganz Spanien aus.
Die in San Sebastian weilende, über die Ereignisse bestürzte Königin entließ am 19. September 1868 González Bravo als Ministerpräsidenten und ernannte an seiner Stelle General José Gutiérrez de la Concha, der rasch Maßnahmen zur Sicherung Madrids und zur Unterdrückung der Revolte traf. General Manuel Pavía y Lacy, Marqués von Novaliches wurde zum Oberbefehlshaber der treu gebliebenen königlichen Truppen in Andalusien berufen und zog am 20. September mit Verstärkungen dorthin. Südwestlich von Córdoba bei der Brücke von Alcolea über den Guadalquivir stieß er am 28. September auf ein von Francisco Serrano Domínguez, Herzog von Torre, kommandiertes Heer, wurde beim folgenden Kampf verwundet und erlitt eine Niederlage. Daraufhin erklärten sich alle größeren Städte, auch Madrid, für die Revolution.
Isabella hatte kurzzeitig daran gedacht, nach Madrid zurückzukehren, doch Concha hatte sie gewarnt, dass ihr Günstling Carlos Marfori sie nicht begleiten dürfe, was Isabella wiederum nicht akzeptierte. Auf die Nachricht von der Niederlage des Marqués von Novaliches und der Ausbreitung des Aufstands auf Madrid gab Isabella ihre Sache verloren. Mit zahlreichem Gefolge, darunter Marfori, ihrem Beichtvater Claret und Schwester Patrocinio, begab sie sich, da sie auch kein spanisches Schiff mehr zur Verfügung hatte, am 30. September per Zug nach Frankreich. Sie wurde von Napoleon III. und seiner Gattin Eugenie empfangen und erhielt zunächst auf Befehl des Kaisers das Schloss Pau als Wohnsitz angewiesen. Von dort aus veröffentlichte sie am 3. Oktober 1868 einen Protest gegen die Revolution. Doch die „Glorreiche Revolution“ (spanisch Gloriosa), wie sie bald von ihren Anhängern bezeichnet wurde, hatte Isabellas langjähriger Herrschaft, die fast widerstandslos zusammengebrochen war, unwiderruflich ein Ende gesetzt.

## Exil in Frankreich und Tod
An Isabellas Stelle wurde zunächst Francisco Serrano Domínguez als Regent Spaniens eingesetzt. Die vertriebene Königin ließ sich am 6. November 1868 in Paris nieder, wo sie mit ihren Kindern in einem von ihr als Palacio de Castilla bezeichneten Palais in der Avenue Kléber residierte, das zuvor dem russischen Sammler Alexander Petrowitsch Basilewski gehört hatte. Zu ihrem dortigen Gefolge zählten weiterhin ihr Günstling Marfori, ihr Beichtvater Claret und Schwester Patrocinio. Zwar bedeutete ihr Sturz für sie einen tiefen Einschnitt in ihrem Leben, doch geriet sie nie in ernsthafte finanzielle Nöte. Sie ergriff nun die Gelegenheit, sich von ihrem ungeliebten Gemahl Francisco de Asís offiziell zu trennen. Dieser zog nach Épinay nahe Paris, und seine Ehe mit Isabella wurde im April 1870 förmlich getrennt. Dafür erhielt er eine Pension. Isabellas Töchter wurden im Kloster erzogen, während ihr Sohn Alfons eine höhere Pariser Schule besuchte. Die exilierte Königin sah ihre Kinder relativ selten und fuhr mit ihnen manchmal bei solchen Gelegenheiten durch den Bois de Boulogne. Bald nach ihrer Ankunft in Frankreich begab sie sich nach Rom, um mit Pius IX. ihre innerfamiliäre Fehde mit den Karlisten zu besprechen. Nach ihrer Rückkehr nach Paris hatte sie ein geheimes, jedoch ergebnisloses Treffen mit dem karlistischen Prätendenten Carlos María de Borbón. Sie wurde zum Zentrum zahlreicher Intrigen, die eine Restauration der Bourbonen auf dem spanischen Thron anpeilten. Unter dem Einfluss Napoleons III. entsagte sie schließlich nach langem Zögern am 25. Juni 1870 zugunsten ihres Sohns Alfons ihren Rechten auf die spanische Krone, da sich dieser eine größere Hoffnung auf die tatsächliche Übernahme der Herrschaft in Spanien als seine Mutter machen konnte.
Bereits einen Monat später begann im Juli 1870 der Deutsch-Französische Krieg, für dessen Ausbruch die spanische Thronfrage als Scheingrund gedient hatte. Dieses Ereignis und die Etablierung der Pariser Kommune im März 1871 veranlassten Isabella, vorübergehend aus Paris fortzuziehen. Sie begab sich nach Genf und schickte ihren Sohn Alfons nach Wien, um dort das Theresianum zu besuchen. Später kehrte sie nach Paris zurück. Unterdessen hatte nach einer längeren Suche nach einem neuen Monarchen Amadeus von Savoyen im November 1870 den spanischen Thron bestiegen. Einen Tag nach dessen Abdankung am 10. Februar 1873 wurde in Spanien die kurzlebige (Erste) Republik ausgerufen. Schließlich konnte Isabellas Sohn im Alter von 17 Jahren als König Alfons XII. am 29. Dezember 1874 den spanischen Thron besteigen. Ihm gelang es im Februar 1876, den Dritten Carlistenkrieg siegreich zu beenden.
Isabella wurde auch nach Alfons’ Machtübernahme nicht sofort die Rückkehr nach Spanien erlaubt, da die neue politische Führung unter Antonio Cánovas del Castillo kein Interesse daran hatte. Erst Ende Juli 1876 durfte sie sich wieder in ihr Heimatland begeben und lebte dort zuerst in Santander. Da sie einen bedeutenden Teil ihres Vermögens vergeudet hatte, stritt sie sich mit dem Finanzministerium wegen ihrer Rente. Zudem versuchte sie sich intensiv in die religiösen Angelegenheiten einzumischen. Am 21. September 1876 übersiedelte sie in den Escorial-Palast. Von da kam sie eines Morgens nach Madrid, war aber über die Gleichgültigkeit der Bürger ihr gegenüber ernüchtert. Dann nahm sie ihren Aufenthalt in Sevilla. Da sie mit dem Heiratsprojekt ihres Sohns, der sich mit Maria de las Mercedes d’Orléans-Montpensier verlobte, nicht einverstanden war, kehrte sie 1877 nach Paris zurück. Ihre Teilnahme an Alfons’ Hochzeit mit der französischen Prinzessin (Januar 1878) lehnte sie ebenfalls ab.
Alfons’ Gemahlin starb bereits im Juni 1878, Isabellas Mutter Maria Christina im August 1878. Mit der Wahl von Alfons’ zweiter Gattin, der habsburgischen Erzherzogin Maria Christina, war Isabella einverstanden. Sie mochte auch Ludwig Ferdinand von Bayern, der im April 1883 ihre Tochter María de la Paz ehelichte. Weniger zufrieden war Isabella hingegen mit ihrer rebellischen Tochter María Eulalia von Spanien, die sich im März 1886 mit dem Infanten Antonio de Bourbon-Montpensier vermählte. Bereits im November 1885 war Alfons XII. an Tuberkulose gestorben und hatte postum einen Sohn, den künftigen Alfons XIII., hinterlassen. Isabella stellte nun ihre früheren Differenzen mit ihrem Schwager, dem Herzog von Montpensier, zurück, und beide schmiedeten ein Komplott gegen die Regentschaft der jungen Witwe des verstorbenen Königs Alfons XII. Sobald die spanische Regierung davon erfuhr, forderte sie Isabella zur Abreise nach Paris auf. Als aber ihr kleiner Enkel ernsthaft erkrankte, wurde Isabella die Rückkehr nach Spanien erlaubt. Dennoch lebte die vormalige Königin nun meistens in Paris und pflegte nach wie vor ein kühles Verhältnis zu ihrem von ihr getrennt lebenden Gemahl; die beiden trafen sich nur an ihren jeweiligen Geburtstagen. In ihrem Palacio de Castilla veranstaltete Isabella häufig Feste und hielt sich trotz ihres fortgeschrittenen Alters und obwohl sie bereits eine füllige Matrone geworden war, weiterhin diverse Liebhaber. 1890 traf sie erstmals persönlich die englische Königin Victoria, und die beiden hochadligen Damen dinierten in Biarritz.
Während des Spanisch-Amerikanischen Kriegs 1898 begann Isabellas bisher robuste Gesundheit zu schwinden. Seither blieb sie meist in Paris und besuchte nur noch selten ihre Heimat Spanien. Im Juni 1901 setzte sie ihr Testament auf, in dem sie den Wunsch ausdrückte, im Kloster El Escorial beigesetzt zu werden. Kurz vor ihrem Tod empfing sie im März 1904, als sie sich von einer Grippe-Erkrankung erholte, die französische Ex-Kaiserin Eugénie de Montijo in ihrem Pariser Palais. An diesem kalten Wintertag wartete sie trotz ihrer noch nicht vollständigen Genesung in der zugigen Einfahrt, um ihren Gast zu begrüßen. Danach verschlimmerte sich ihre Erkältung, und ihr Zustand wurde als „mit Rücksicht auf ihr hohes Alter ernst“ bezeichnet. Am 9. April 1904 empfing sie in Anwesenheit ihrer Töchter Maria Isabel, Maria de la Paz und Maria Eulalia durch den päpstlichen Nuntius die Letzte Ölung und starb am gleichen Tag um 9.45 Uhr im Alter von 73 Jahren in Paris. Als Vertreter von König Alfons XIII. reiste Carlos Maria de Bourbon, der Gatte von Alfons’ XII. ältester Tochter María de las Mercedes, nach Paris, um die Überführung von Isabellas Leichnam nach Spanien zu leiten. Die französische Regierung unter dem Vorsitz des Staatspräsidenten Émile Loubet erwies der verstorbenen Königin die letzten Ehren eines Staatsoberhaupts. Dann fand die Überführung ihres Sargs in ihr Heimatland statt, wo sie gemäß ihrem letzten Willen im Pantheon der Könige des Klosters El Escorial bestattet wurde. Das spanische Amtsblatt erschien mit Trauerrand, der „König gab dem Wunsche Ausdruck, daß der Verblichenen die größten Ehren erwiesen werden“, das Königshaus ordnete ein Jahr Hoftrauer an, und die Trauerfeierlichkeiten fanden am 12. und 13. April in Madrid und Barcelona statt.
Isabella hinterließ hohe Schulden, die ihr Enkel nicht aus seinem Privatvermögen übernehmen wollte, sodass ihr Nachlass verkauft werden musste. Das Palacio de Castilla in der Avenue Kléber in Paris, wo sie gewohnt hatte, wurde im Juli 1905 von einem als Strohmann agierenden Herrn Gieules zum Preis von fast 3 Millionen Fr. für König Leopold II. von Belgien gekauft. Leopold II. ließ auf dem Grundstück das Pariser Hotel Majestic erbauen.

## Kinder

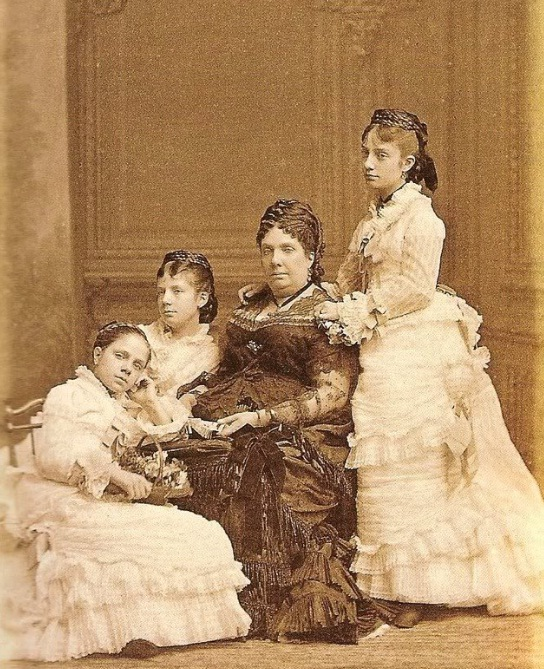
Isabella II. mit ihren Töchtern María del Pilar, María de la Paz und María Eulalia

Königin Isabella II. hatte neun Kinder:
- Ferdinand (*/† 1850)
- María Isabel de Borbón (1851–1931) ⚭ 1868 Cajetan von Neapel-Sizilien (1846–1871)
- María Cristina (*/† 1854)
- Alfons XII. (1857–1885), König von Spanien

1. ⚭ 1878 Maria de las Mercedes d’Orléans-Montpensier
2. ⚭ 1879 Maria Christina von Österreich (1858–1929)

- María de la Concepción (1859–1861)
- María del Pilar (1861–1879)
- María de la Paz (1862–1946) ⚭ 1883 Ludwig Ferdinand von Bayern (1859–1949)
- María Eulalia (1864–1958) ⚭ 1886 Anton von Montpensier (1866–1930)
- Francisco (*/† 1866).